# 神奈川県立城郷高等学校
神奈川県立城郷高等学校（かながわけんりつしろさとこうとうがっこう）は、神奈川県横浜市神奈川区に所在する県立高等学校。

## 概要
1987年に新設校として開校。校名の由来は校地が三枚町、菅田町にまたがっており、さらに東側に片倉が隣接しているため、地元の旧村名である神奈川県橘樹郡城郷村からとって「城郷」とした。城郷村は、明治25年より昭和2年にこのあたりが横浜市に編入されるまで現在の神奈川区から港北区にかけての9大字（小机・鳥山・岸根・下菅田・羽沢・三枚橋・片倉・神大寺・六角橋）を擁する村であった。村名は、戦国時代に小机にあった「小机城」に由来して決められたものである。

## 沿革
- 1987年 神奈川県立城郷高等学校として開校。
- 2007年 創立20周年記念式典挙行。

## 旧学区
学区撤廃以前は「横浜東部学区」（1981－2004年度／以下各校）に属していた。
- 神奈川県立横浜翠嵐高等学校
- 神奈川県立鶴見高等学校
- 横浜市立東高等学校
- 神奈川県立港北高等学校
- 神奈川県立新羽高等学校
- 神奈川県立寛政高等学校（2004年平安高等学校と統合、神奈川県立鶴見総合高等学校となる。
- 神奈川県立平安高等学校（1983年開校、2004年寛政高等学校と統合、神奈川県立鶴見総合高等学校となる。
- 神奈川県立岸根高等学校（1983年開校）
- 神奈川県立城郷高等学校（1987年開校）

## 部活動
- 運動部
  - 硬式野球、サッカー、陸上、弓道、テニス、バドミントン、バスケットボール、バレーボール、剣道、ダンス、卓球
- 文化部
  - 美術、吹奏楽、マンガ研究、茶道、英語、自然科学、放送、軽音楽、パソコン、演劇、書道、コーラス、競技かるた

## 交通
出典 : 
| 乗車駅                             | のりば | 系統   | 下車停留所          | 運行事業者 |
| ---------------------------------- | ------ | ------ | ------------------- | ---------- |
| 東急東横線横浜駅                   | 西口7  | 浜44   | 「八反橋」、徒歩7分 | ■相鉄      |
| 東急東横線横浜駅                   | 西口1  | 36・82 | 「八反橋」、徒歩7分 | ■横浜市営  |
| 横浜市営地下鉄ブルーライン新横浜駅 | 2      | 129    | 「八反橋」、徒歩7分 | ■横浜市営  |
| 横浜市営地下鉄ブルーライン新横浜駅 | 2      | 121    | 「八反橋」、徒歩7分 | ■神奈中    |

徒歩
- 横浜市営地下鉄ブルーライン片倉町駅より、徒歩10分

## 著名な卒業生
- 吉田幸央（元・ヤクルトスワローズ投手）
- 櫻井拓也（俳優）